# Marceli Bogusławski
Marceli Bogusławski (ur. 7 września 1997 w Opocznie) – polski kolarz szosowy, górski i przełajowy.
Bogusławski jest medalistą mistrzostw Polski w kolarstwie przełajowym i w kolarstwie górskim.

## Osiągnięcia

### Kolarstwo szosowe
Opracowano na podstawie:

2019
- 1. miejsce w prologu Karpackiego Wyścigu Kurierów

2020
- 1. miejsce w prologu Tour Bitwa Warszawska 1920

2021
- 1. miejsce w prologu International Tour of Rhodes
- 1. miejsce w klasyfikacji górskiej Tour of Estonia
- 1. miejsce w prologu Dookoła Bułgarii

2022
- 1. miejsce na 1. etapie Tour of Thailand
- 1. miejsce na 1. etapie Belgrad–Banja Luka (jazda drużynowa na czas)
- 1. miejsce w Grand Prix Nasielsk-Serock
- 2. miejsce w Grand Prix Wyszków
- 1. miejsce w prologu Tour of Estonia
- 1. miejsce w Visegrad 4 Bicycle Race Grand Prix Poland
- 1. miejsce w Dookoła Mazowsza
  - 1. miejsce w klasyfikacji punktowej
  - 1. miejsce na 1. etapie
- 1. miejsce w prologu i na 4. etapie Dookoła Bułgarii

2024
1. miejsce na 1. etapie Istrian Spring Tour UCI

1. miejsce na 3. etapie Tour du Loir et Cher UCI

1. miejsce na 4. etapie Tour du Loir et Cher UCI

1. miejsce w klasyfikacji sprinterskiej  Tour du Loir et Cher UCI

1. miejsce na 1. etapie Tour of Estonia UCI

1. miejsce na 3. etapie Wyścigu Solidarności i Olimpijczyków UCI

1. miejsce w klasyfikacji generalnej Wyścigu Solidarności i Olimpijczyków.

## Rankingi

### Kolarstwo szosowe
| Rok             | 2018  | 2019  | 2020  | 2021 | 2022 | 2023  |
| --------------- | ----- | ----- | ----- | ---- | ---- | ----- |
| World Ranking   | 2495. | 2019. | 1513. | 630. | 265. | 1525. |
| UCI Europe Tour | 1665. | 1319. | 1129. | 505. | 216. | -     |
|                 |       |       |       |      |      |       |
| Źródło: UCI     |       |       |       |      |      |       |